# Irische Cricket-Nationalmannschaft in Simbabwe in der Saison 2023/24
Die Tour der irischen Cricket-Nationalmannschaft nach Simbabwe in der Saison 2023/24 fand vom 7. bis zum 17. Dezember 2023 statt. Die internationale Cricket-Tour war Bestandteil der Internationalen Cricket-Saison 2023/24 und umfasste drei One-Day Internationals und drei Twenty20s. Irland gewann die Twenty20-Serie 2−1 und die ODI-Serie 2−0.

## Vorgeschichte
Für beide Mannschaften war es die erste Tour der Saison. Das letzte Aufeinandertreffen der beiden Mannschaften bei einer Tour fand in der Saison 2022/23 in Simbabwe statt.

## Stadion
Das folgende Stadion wurde für die Tour als Austragungsort vorgesehen.
| Stadion            | Stadt  | Kapazität | Spiele                   |
| ------------------ | ------ | --------- | ------------------------ |
| Harare Sports Club | Harare | 10.000    | 1. – 3. ODI; 1. – 3. T20 |

## Kaderlisten
Irland benannte seine Kader am 8. November 2023.
Simbabwe benannte seine Twenty20-Kader am 5. Dezember 2023 und seine ODI-Kader am 12. Dezember 2023.
| ODI | ODI | T20 | T20 |
| Simbabwe | Irland | Simbabwe | Irland |
| --- | --- | --- | --- |
| - Sikandar Raza (K) - Faraz Akram - Ryan Burl - Tanaka Chivanga - Joylord Gumbie - Luke Jongwe - Innocent Kaia - Takudzwanashe Kaitano - Tinashe Kamunhukamwe - Clive Madande (wk) - Wellington Masakadza - Brandon Mavuta - Tony Munyonga - Blessing Muzarabani - Richard Ngarava - Milton Shumba | - Paul Stirling (K) - Mark Adair - Andrew Balbirnie - Curtis Campher - George Dockrell - Josh Little - Graham Hume - Andy McBrine - Barry McCarthy - Neil Rock (wk) - Harry Tector - Lorcan Tucker (wk) - Theo van Woerkom - Craig Young | - Sikandar Raza (K) - Brian Bennett - Ryan Burl - Craig Ervine - Trevor Gwandu - Luke Jongwe - Tinashe Kamunhukamwe - Clive Madande (wk) - Wesley Madhevere - Tadiwanashe Marumani - Wellington Masakadza - Brandon Mavuta - Carl Mumba - Tony Munyonga - Blessing Muzarabani - Richard Ngarava - Sean Williams | - Paul Stirling (K) - Mark Adair - Ross Adair - Andrew Balbirnie - Curtis Campher - Gareth Delany - George Dockrell - Josh Little - Graham Hume - Barry McCarthy - Neil Rock (wk) - Harry Tector - Lorcan Tucker (wk) - Theo van Woerkom - Craig Young |

## Twenty20 Internationals

### Erstes Twenty20 in Harare
| 7. Dezember Scorecard | Harare | Irland 147-8 (20)             | – | Simbabwe 148-9 (20) |
|                       |        | Simbabwe gewinnt mit 1 Wicket |   |                     |

Simbabwe gewann den Münzwurf und entschied sich als Feldmannschaft zu beginnen. Als Spieler des Spiels wurde Sikandar Raza ausgezeichnet. 

### Zweites Twenty20 in Harare
| 9. Dezember Scorecard | Harare | Simbabwe 165-5 (20)          | – | Irland 166-6 (19.4) |
|                       |        | Irland gewinnt mit 4 Wickets |   |                     |

Irland gewann den Münzwurf und entschied sich als Feldmannschaft zu beginnen. Als Spieler des Spiels wurde Harry Tector ausgezeichnet. 

### Drittes Twenty20 in Harare
| 10. Dezember Scorecard | Harare | Simbabwe 140-6 (20)          | – | Irland 141-4 (18.4) |
|                        |        | Irland gewinnt mit 6 Wickets |   |                     |

Irland gewann den Münzwurf und entschied sich als Feldmannschaft zu beginnen. Als Spieler des Spiels wurde George Dockrell ausgezeichnet. 

## One-Day Internationals

### Erstes ODI in Harare
| 13. Dezember Scorecard | Harare | Simbabwe 121-6 (25.3) | – | Irland |
|                        |        | No Result             |   |        |

Irland gewann den Münzwurf und entschied sich als Feldmannschaft zu beginnen. Das Spiel wurde auf Grund von Regenfällen abgebrochen.

### Zweites ODI in Harare
| 15. Dezember Scorecard | Harare | Simbabwe 166 (42.5)          | – | Irland 170-6 (40.1) |
|                        |        | Irland gewinnt mit 4 Wickets |   |                     |

Simbabwe gewann den Münzwurf und entschied sich als Schlagmannschaft zu beginnen. Als Spieler des Spiels wurde Josh Little ausgezeichnet. 

### Drittes ODI in Harare
| 17. Dezember Scorecard | Harare | Simbabwe 197 (40/40)                      | – | Irland 204-3 (37.5/40) |
|                        |        | Irland gewinnt mit 7 Wickets (D/L method) |   |                        |

Irland gewann den Münzwurf und entschied sich als Feldmannschaft zu beginnen. Als Spieler des Spiels wurde Andrew Balbirnie ausgezeichnet. 

## Auszeichnungen

### Player of the Series
Als Player of the Series wurden der folgende Spieler ausgezeichnet.
| Serie    | Player of the Series |
| -------- | -------------------- |
| ODI      | Curtis Campher       |
| Twenty20 | Harry Tector         |

### Player of the Match
Als Player of the Match wurden die folgenden Spieler ausgezeichnet.
| Spiel       | Player of the Match |
| ----------- | ------------------- |
| 1. ODI      | –                   |
| 2. ODI      | Josh Little         |
| 3. ODI      | Andrew Balbirnie    |
| 1. Twenty20 | Sikandar Raza       |
| 2. Twenty20 | Harry Tector        |
| 3. Twenty20 | George Dockrell     |